# Джейсон Ґулд
Джейсон Емануель Ґулд (англ. Jason Emanuel Gould [ɡuːld] ; нар. 29 грудня 1966) — американський актор і співак.

## Ранні роки
Ґулд народився 29 грудня 1966 року в Нью-Йорку, єдиною дитиною співачки та акторки Барбри Стрейзанд та актора Елліотта Ґулда. Його батьки розійшлися в 1969 році та оформили розлучення 9 липня 1971 року. Він єврей.

## Кар'єра
Ґулд з'явився в ролі Майка Кемерона в романтичній комедійно-драматичному фільмі «Скажи хоч щось…» (1989) та романтична драма «Принц припливів» (1991) (режисером якої була його мати, а також виконала в ній головну роль), але з того часу він рідко з'являвся перед камерою.
У 1997 році він дебютував у театрі Вест-Енду у драматичній виставі «Сутінки Золотих» у театрі «Артс» у Лондоні; він зіграв роль Девіда Ґолда, театрального художника.
Ґулд написав сценарій, продюсував і зрежисував короткометражний комедійний фільм «Навиворіт» (1997), зігравши Аарона в історії дитини двох знаменитостей, яку викрили таблоїди. Його батько Елліотт Ґулд зіграв свого батька в короткометражному фільмі, а його зведений брат Сем Ґулд зіграв його брата. Пізніше цей короткометражний фільм був об'єднаний з іншими повнометражними матеріалами для збірки «Життя хлопців 3» (2000).
З того часу Ґулд зосередився на співочій кар'єрі. Він випустив міні-альбом 2012 року «Jason Gould», а наступного року — синґл «Morning Prayer/Groove». Ґулд виступав зі своєю матір'ю під час її туру Barbra Live Північною Америкою 2012 року та Європою 2013 року. Вони вдвох записали пісню «How Deep Is the Ocean?» для її альбому Partners 2014 року. Ґулд випустив альбом Dangerous Man у 2017 році.

## Особисте життя

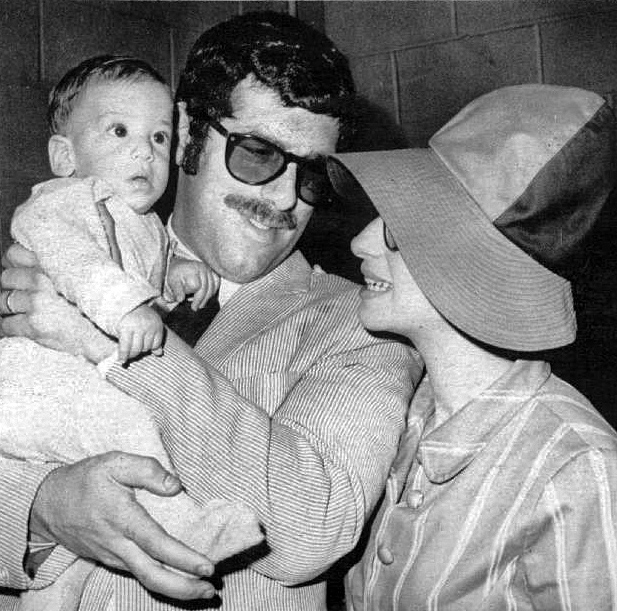
Ґулд зі своїми батьками Елліоттом Ґулдом та Барброю Стрейзанд у 1967 році

У віці 21 року Ґулд зізнався батькам у своїй гомосексуальності. До 1991 року його викрили таблоїди. В інтерв'ю журналу The Advocate, опублікованому 17 серпня 1999 року, Стрейзанд сказала:
Я ніколи б не бажала, щоб мій син був кимось іншим, ніж він справді є. Він розумний, добрий, чутливий, дбайливий, а також дуже свідома і гарна особа. Він дуже обдарований актор і продюсер. Чого більшого бажати батькам від своєї дитини? Для мене він справжнє благословення. Більшість батьків відчувають, що їхня дитина надзвичайно особлива, і мені це теж притаманне. У мене надзвичайний син. Єдине, чого я бажаю моєму синові, Джейсону — це й надалі жити життям, сповненим любові, щастя, задоволення і самореалізації, як у творчому, так і в особистому плані.— I would never wish for my son to be anything but what he is. He is bright, kind, sensitive, caring, and a very conscientious and good person. He is a very gifted actor and filmmaker. What more could a parent ask for in their child? I have been truly blessed. Most parents feel that their child is particularly special, and I am no different. I have a wonderful son. My only wish for my son, Jason, is that he continues to experience a rich life of love, happiness, joy, and fulfillment, both creatively and personally.

## Фільмографія
| Рік      | Назва              | Роль                  | Нотатки                              |
| -------- | ------------------ | --------------------- | ------------------------------------ |
| 1972 рік | Вгору по пісочниці | Молодий хлопець       | Невказано в титрах                   |
| 1989 рік | Скажи хоч щось…    | Майк Кемерон          |                                      |
| 1989 рік | Послухай мене      | Гінкельштайн          |                                      |
| 1989 рік | Загальна картина   | Карл Манкнік          |                                      |
| 1991 рік | Принц припливів    | Бернард Вудрафф       |                                      |
| 1996 рік | Хитрощі            | Альфред «Альфі» Слейд |                                      |
| 1996 рік | Навиворіт          | Аарон                 | Також режисер, продюсер та сценарист |
| 2000 рік | Хлоп'яче життя 3   | Аарон                 | Сегмент «Навиворіт»                  |

## Театральна робота
| Рік      | Назва           | Жанр  | Роль       | Театр          | Розташування   |
| -------- | --------------- | ----- | ---------- | -------------- | -------------- |
| 1997 рік | Сутінки золотих | Драма | Девід Ґолд | Художній театр | Лондон, Англія |

## Дискографія
| Рік      | Формат       | Назва             |
| -------- | ------------ | ----------------- |
| 2012 рік | EP           | Джейсон Ґулд      |
| 2017 рік | Компакт-диск | Небезпечна людина |

## Музичні колаборації
| Рік      | Формат       | Альбом            | Пісня |
| -------- | ------------ | ----------------- | --- |
| 2000 рік | CD/DVD       | Вічний            | «Співай» (домашнє відео)                                                                                           |
| 2013 рік | CD/DVD       | Назад до Брукліна | «Хлопчик природи» (соло) " Яка глибина океану? " (живий дует зі Стрейзанд) «Зроби так, щоб наш сад ріс» (ансамбль) |
| 2014 рік | Компакт-диск | Партнери          | «Який завглибшки океан» (студійний дует зі Стрейзанд)                                                              |